# Plectrurus
Genre
Plectrurus est un genre de serpents de la famille des Uropeltidae. 

## Répartition
Les quatre espèces de ce genre sont endémiques des Ghats occidentaux en Inde.

## Liste des espèces
Selon The Reptile Database (06 oct. 2011) :
- Plectrurus aureus Beddome, 1880
- Plectrurus canaricus (Beddome, 1870)
- Plectrurus guentheri Beddome, 1863
- Plectrurus perroteti Duméril, Bibron & Duméril, 1854

## Publications originales
- Duméril & Duméril, 1851 : Catalogue méthodique de la collection des reptiles du Muséum d'Histoire Naturelle de Paris. Gide et Baudry/Roret, Paris, p. 1-224 (« texte intégral »(Archive.org • Wikiwix • Archive.is • Google • Que faire ?)).
- Duméril, Bibron & Duméril, 1854 : Erpétologie générale ou histoire naturelle complète des reptiles. Tome septième. Première partie, p. 1-780 (texte intégral).